# テリハブナ
テリハブナ（学名:Fagus lucida）は、ブナ科の落葉性広葉樹の一種。高さ25ｍになる高木で、中国南部及び東部に分布する。 種子と新芽は、現地では食用とされる。

## 参照
1. ↑  Chengjiu Huang, Yongtian Zhang & Bruce Bartholomew. “Fagus lucida”. Flora of China.   Missouri Botanical Garden, St. Louis, MO & Harvard University Herbaria, Cambridge, MA. 2012年9月11日閲覧。
2. ↑  Plants For A Future (1996年). “Fagus lucida”. PFAF Plant Databse. 2012年9月11日閲覧。